# حسن تعلیل
حسن تعلیل آوردن دلیلی ادعایی به جای علت اصلی یا ین حسن تعلیل، واقعی، علمی یا عقلی نیست. مخاطب آن را از علت اصلی دلپذیرتر می‌یابد. بیشترین حسن تعلیل در ادبیات فارسی، در اشعار منوچهری دیده می‌شود. هر چند در آثار رودکی، حافظ، سعدی، سنایی و نظامی نیز نمونه‌های بسیاری از آن وجود دارد.
مثال:
| هنگام سپیده دم خروس سحری    |  | دانی ز چه رو همی کند نوحه گری |
| یعنی که نمودند در آیینهٔ صبح |  | از عمر شبی گذشت و تو بی‌خبری   |

آیا هرگز فکر کرده‌اید که چرا خروس به هنگام سحر می‌خواند؟ کسی پاسخ واقعی این سؤال را نمیی مانده‌ایم. ناله سردادن خروس در غم این بی‌خبری است. این علّت ادعایی که سخت پذیرفتنی می‌نماید و توان اقناع مخاطب را دارد، عامل اصلی موسیقی معنوی موجود دراین بیت است.
مثال:
| رسم بدعهدی ایّام چو دید ابر بهار |  | گریه‌اش بر سمن و سنبل و نسرین آمد |

در اینجا حافظ بارش باران بر سبزه زاران را ناشی از گریهٔ ابر بهاری می‌داند که از دست بدعهدی روزگار به ستوه آمده‌است؛ در حالی که در عالم واقع علّت بارش باران برای همگان روشن است.
مثال:
| تا چشم بشر نبیندت روی |  | بنهفته به ابر چهر دلبند |

شاعر (محمدتقی بهار) علّت ابر پوش بودن قلّهٔ دماوند را برای ندیدن او بیان کرده‌است.
| تو قلب فسرده زمینی |  | از درد ورم نموده یک چند |

علت برآمدگی دماوند اینگونه توجیه شده‌است که (دماوند) قلب زمین تصور شده‌است که درد گرفته و از شدت درد، ورم نموده‌است.
به این نمونه دقت کنید:
| نهنگی بچهٔ خود را چه خوش گفت  |  | به دین ما حرام آمد کرانه |
| به موج آویز و از ساحل بپرهیز |  | همه دریاست ما را آشیانه  |

اقبال لاهوری در این دوبیتی، برای پدیدهٔ به گل نشستن نهنگ‌ها دلیلی غیر واقعی و شاعرانه می‌آورد. در واقع برای آنکه خواننده را متوجه کند که در پی آسایش و سکون مطلق نباشد، غیر مستقیم سرنوشت نهنگ‌های به گل نشسته را به عنوان شاهد می‌گیرد و هشدار می‌دهد نهنگ (آدمی) اگر در پی آرامشی به دور از هر گونه هیاهو باشد، دچار رخوت می‌شود و این رخوت، هلاک آدمی (نهنگ) است.
مثال:
| درختان را دوست می‌دارم |  | که به احترام تو قیام کرده اند (گوشواره عرش اثر سید علی موسوی گرما رودی) |

مثال:
| می‌خواست گل که دم زند از رنگ و بوی دوست |  | از غیرت صبا نفسش در دهان گرفت |

گل را هم 'رنگ'ست و هم 'بوی'. جلوه گری گل، عاشق را از احوال یار (دوست) باخبر می‌دارد اما اینک نه چنین است چرا که در هنگامهٔ وزیدنِ باد صبا، فرصت عرض اندام ندارد و هیبت و غیرت باد صبا سبب گشته او خاموش بماند و عطر و بوی خود را نپراکند، چراکه 'فرصت'، فرصت باد صبا است.

مثال:
| از حیای لب شیرین تو ای چشمه نوش |  | غرق آب و عرق اکنون شکری نیست که نیست |

در این بیت حافظ علت حل شدن شکر در آب را کم آوردن شکر در برابر شیرینی لب یار می‌داند.

مثال:
| اشک غماز من ار سرخ برآمد چه عجب |  | خجل از کردهٔ خود پرده دری نیست که نیست |

در این بیت حافظ دلیل سرخی اشک خود را خجلت اشک از فاش کردن راز شاعر می‌داند.

مثال پایانی از صائب:
| بید مجنون در تمام عمر سر بالا نکرد |  | حاصل بی‌حاصلی نبود به جز شرمندگی |

در این بیت، شاعر برای شکل ظاهری و آویزان بودن شاخه‌ها و برگ‌های درخت بید، علتی شاعرانه اما غیرواقعی آورده‌است و آن، سرافکندگی بید به سبب بی‌حاصلی است.
مثال شعری از رودکی:
من موی خویش را نه از آن می کنم سیاه
تا باز نو جوان شوم و نو کنم گناه
چون جامه‌ها به وقت مصیبت سیه کنند
من موی از مصیبت پیری کنم سیاه
در اینجا شاعر مثال مشکی پوشیدن افراد موقع مصیبت میگوید در حالی که معمولا افراد به خاطر جوان شدن موی خود را سیاه می کنند
- مثال دیگر از سعدی:

| عجب نیست بر خاک اگر گل شکفت |  | که چندین گل‌اندام در خاک خفت |

در این بیت سعدی دلیل رویش گل‌های رنگارنگ از دل خاک را مدفون بودن انسان های زیبارو و خوش‌اندام در آن دانسته است و این دلیل شاعرانه اما غیرواقعی، حسن تعلیل را پدید آورده است.
- مثال بیشتری از صائب:

| به یک کرشمه که در کار آسمان کردی |  | هنوز می‌پرد از شوق چشم کوکب‌ها |

صائب دلیل چشمک زدن ستارگان را ناز و کرشمۀ محبوب می‌داند و این دلیل غیرمنطقی اما ادبی و دلنواز، آرایهٔ حسن‌تعلیل را پدید آورده نیست